# قريه الصفاء (إب)

تعديل مصدري - تعديل

قريه الصفاء محلة تابعة لقرية جبل مشرقى، التابعة لعزلة بني محرم بمديرية إب إحدى مديريات محافظة إب في الجمهورية اليمنية.، بلغ تعداد سكانها 69 حسب تعداد اليمن لعام 2004.